# Jackson Samurai
Jackson Van Riel Dalcanal, meglio noto come Jackson Samurai (Não-Me-Toque, 26 settembre 1989), è un giocatore di calcio a 5 brasiliano, campione sudamericano con la nazionale brasiliana nel 2011.

## Carriera
Con la nazionale maschile di calcio a 5 del Brasile, Jackson ha partecipato a due Coppe America vincendo l'edizione 2011. Inoltre, ha disputato la Coppa del Mondo 2016, conclusa dai verdeoro agli ottavi di finale.

## Palmarès

### Club

#### Competizioni nazionali
- Campionato brasiliano: 2
Santos: 2011
Joinville: 2017
- Taça Brasil: 1
Joinville: 2017
- Supercoppa brasiliana: 1
Corinthians: 2020

#### Competizioni internazionali
- Coppa Libertadores: 1
Intelli: 2013[5]

### Nazionale
- Coppa America: 1
Argentina 2011